# Vuohisaari (ö i Norra Savolax, Nordöstra Savolax, lat 62,92, long 28,62)
Vuohisaari är en ö i Finland. Den ligger i sjön Kaavinjärvi och i kommunen Kaavi i den ekonomiska regionen  Nordöstra Savolax ekonomiska region  och landskapet Norra Savolax, i den centrala delen av landet, 400 km nordost om huvudstaden Helsingfors. Öns area är 0,2 hektar och dess största längd är 70 meter i nord-sydlig riktning.